# Vedovica
Vedovica (szerbül: Ведовица), falu Bosznia-Hercegovinában, Bosanska krajina területén, Novi Grad községben, a Szerb Köztársaságban.

## Fekvése
Bosznia-Hercegovina nyugati részén, Banja Lukától légvonalban 66, közúton 99 km-re nyugatra, községközpontjától légvonalban 10, közúton 15 km-re délre, a Japra-folyótól nyugatra elterülő erdős-ligetes dombvidéken, 180 - 330 méteres tengerszint feletti magasságban található. Határán, amely a Novska planina és Podgrmeč lejtőin húzódik átfolyik a Vedovački-patak.
Több, kis településrészből áll: Blagojevići, Karani, Marčete, Oljače és Rađenovići.

## Népessége
| Nemzetiségi csoport | Népesség 1991 | Népesség 2013 |
| ------------------- | ------------- | ------------- |
| Szerb               | 57            | 66            |
| Bosnyák             | 0             | 0             |
| Horvát              | 0             | 0             |
| Jugoszláv           | 0             | 0             |
| Egyéb               | 0             | 0             |
| Összesen            | 57            | 66            |

## Története
A térség 1537-ben Blagaj várának elestével került török kézre. A helyi legenda szerint az első lakosok Dalmácián és Likán keresztül a 17. és 18. században Ó-Szerbiából és Hercegovinából érkeztek. Először a Blagojević, Drobac és Karan, majd a 18. század végén a Glištra, Mandić és Rađenović családok jöttek ide. A település 1878-ig tartozott az Oszmán Birodalomhoz, ekkor a berlini kongresszus határozata alapján az Osztrák-Magyar Monarchia része lett. 1879-ben az első osztrák-magyar népszámlálás során Novi község részeként Vedovicának (Vodovica) 11 háztartása és 81 lakosa volt, ennyi ortodox szerb lakost számláltak. 1910-ben Novi község részeként 11 házat és 112 ortodox szerb lakost találtak. A monarchia szétesésével 1918-ben előbb a Szerb-Horvát-Szlovén Királyság, majd 1929-től a Jugoszláv Királyság része. 1921-ben a községnek összesen 11 háza és 103 lakosa volt. Jugoszlávia megszállása után a falu a Független Horvát Állam (NDH) része lett. A SUBNOR adatai szerint a második világháborúban kilenc helyi NOVJ-harcos és öt civil vesztette életét, a több helyen elesettek és elhunytak emlékműve Velika Rujiškán található. 1945-től a település a szocialista Jugoszlávia része volt. A Bosznia-Hercegovinában zajló polgárháború idején a település a Boszniai Szerb Köztársaság része volt. Az 1992-1995-ös boszniai háború során egy helyi VRS-katona vesztette életét. A daytoni békeszerződést követő területfelosztásnál a település, Novi Grad község részeként a Szerb Köztársaság területéhez került. A lakosság főként mezőgazdasággal foglalkozik. A tanulók Mala Novska Rujiška faluba és Novi Gradba járnak iskolába. A falu 1972-ben kapott villanyt, telefont és helyi vízellátás biztosítására 2012-ben kezdődtek meg a munkálatok. A faluban két temető és egy templom található.

## Nevezetességei
Szent Illés próféta tiszteletére szentelt ortodox temploma. A vedovicai Illés próféta templom egy 1881-ben épült faházas templom helyén épült. Az új templom alapját 1938. augusztus 6-án, a templomot 1939. július 4-én szentelték fel. A felújított templomot 2009. szeptember 26-án szentelte fel újra Jefrem (Milutinović) Banja Luka ortodox püspöke.